# Dicliptera jujuyensis
Dicliptera jujuyensis là một loài thực vật có hoa trong họ Ô rô. Loài này được Lindau ex R.E.Fr. mô tả khoa học đầu tiên năm 1903.